# Шпак-малюк мікронезійський
Шпак-малю́к мікронезійський (Aplonis opaca) — вид горобцеподібних птахів родини шпакових (Sturnidae). Мешкає на островах Мікронезії. Виділяють низку підвидів.

## Підвиди
Виділяють сім підвидів:
- A. o. aenea Taka-Tsukasa & Yamashina, 1931 — північні Маріанські острови;
- A. o. guami Momiyama, 1922 — південні Маріанські острови (Гуам, Рота[en], Тініан, Сайпан);
- A. o. orii Taka-Tsukasa & Yamashina, 1931 — Палау;
- A. o. kurodai Momiyama, 1920 — острови Яп;
- A. o. ponapensis Taka-Tsukasa & Yamashina, 1931 — атол Понпеї;
- A. o. opaca (Kittlitz, 1833) — острів Косрае;
- A. o. anga Momiyama, 1922 — острови Чуук, Уліті, Фейс, Волеа та Іфалік.

## Поширення і екологія
Мікронезійські шпаки-малюки поширені у Федеративних Штатах Мікронезії, Палау, на Північних Маріанських островах та на Гуамі. Живуть в тропічних лісах і чагарникових заростях. Живляться плодами, насінням, комахами, яйцями морських птахів.